# アライドハーツ・ホールディングス
株式会社アライドハーツ・ホールディングス（英: Allied Hearts Holdings Co., Ltd.）は、兵庫県神戸市中央区に本社を置いていたかつての事業持株会社。

## 概要
2006年（平成18年）11月16日に、ライフォートとジップドラッグ（直前までジップ・ホールディングス）の株式移転により設立された持株会社である。2008年（平成20年）にはキリン堂（現・キリン堂ホールディングス）と経営統合の協議を進めていたが中止となった。
2010年（平成22年）10月1日に、セガミメディクスとセイジョーを傘下に持つ、株式会社ココカラファイン ホールディングスに吸収合併されて株式会社ココカラファインとなり、業界第3位のグループとなった。

## 沿革
- 2006年（平成18年）11月16日 - 株式会社ライフォートとジップドラッグの株式移転により「株式会社アライドハーツ・ホールディングス」を設立。同時にジャスダックに株式を上場。
- 2006年（平成18年）11月 - 株式会社ライフォートが株式会社ホップスドラッグを完全子会社化。
- 2008年（平成20年）5月 - 株式会社松ノ木薬品を存続会社としてホップスドラッグを合併。
- 2009年（平成21年）8月 - 株式会社ライフォートを存続会社として株式会社松ノ木薬品を合併。
- 2010年（平成22年）9月28日 - 上場廃止。
- 2010年（平成22年）10月1日 - 株式会社ココカラファイン ホールディングスを存続会社として吸収合併。同社は株式会社ココカラファインに商号変更。

## 傘下企業
- 株式会社ライフォート（兵庫県尼崎市）
- 株式会社ジップドラッグ（愛知県名古屋市西区）